# 20/20 (节目)
《20/20》是一档美国电视新闻杂志节目，自1978年6月6日起在美国广播公司（ABC）播出。其创办者为ABC新闻执行主管鲁伊·阿利奇（Roone Arledge）。《20/20》在节目样式上按照美国哥伦比亚广播公司（CBS）的《60分钟》设计，但节目内容较至于政治及国际题材更为关注人们感兴趣的话题。节目名称源于测试视力的“20/20”。

## 其他版本
香港无线电视于1990年代至2000年代初期间曾播放该节目，在明珠台播放。节目于2017年4月开始在香港電視娛樂ViuTVsix播出。